# Afte

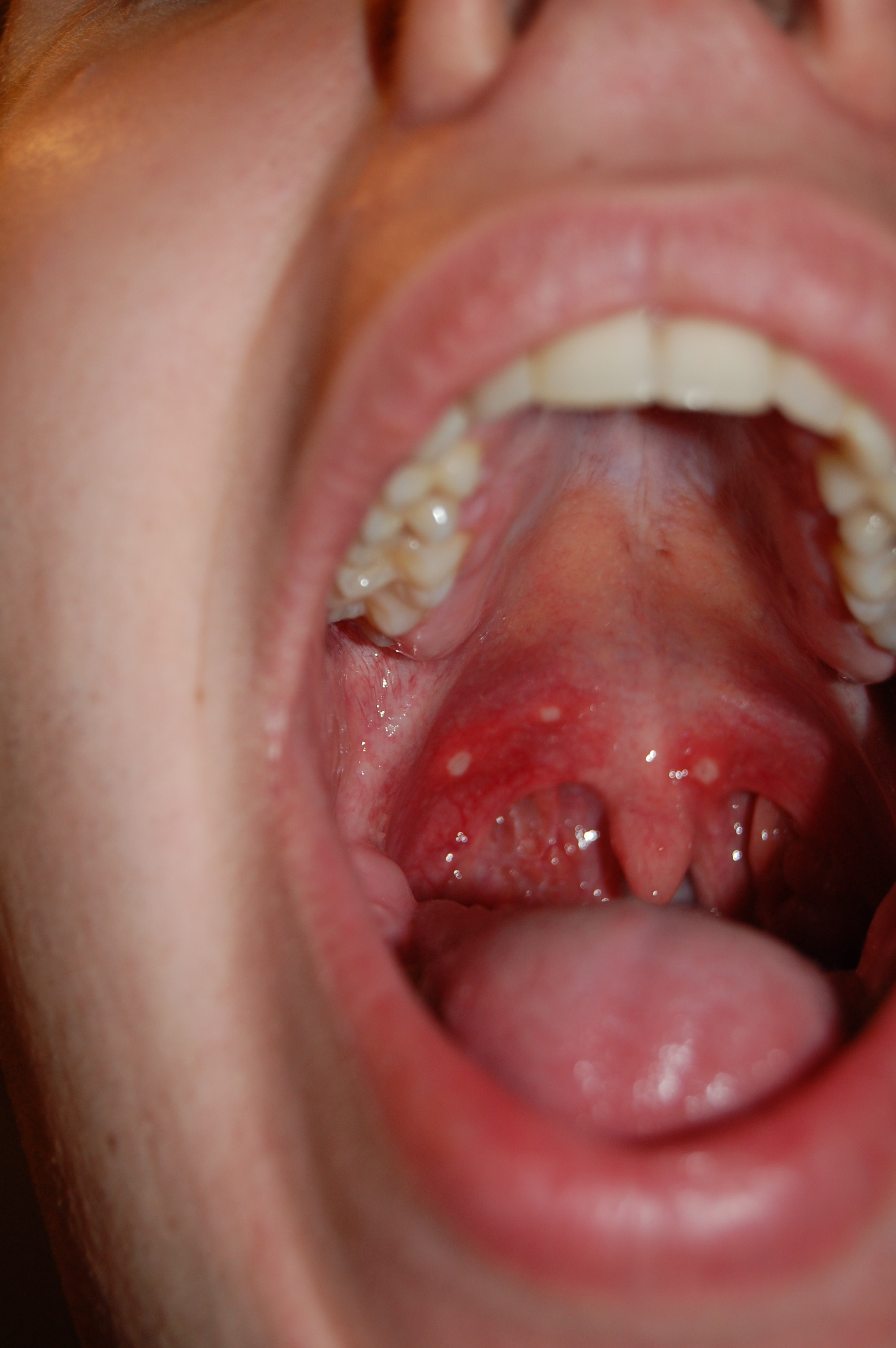
Meerdere aften op het zachte verhemelte.

Een afte (stomatitis aphthosa) of aft is een pijnlijk, grijswit zweertje in de mond van ca. 5 tot 10 mm in doorsnede. Aften komen vooral voor op het wangslijmvlies, het tandvlees en het verhemelte, maar ook op de tong kunnen ze zich manifesteren.
De naam afte is ontleend aan het Oudgriekse ἅφθη, van ἅπτω (branden).

## Symptomen
Typische symptomen zijn een zweertje in de mond met een rode "hof" en een wittige of grijzige laag. Als deze laag afgewreven wordt, ontstaat een bloeding. Aften zijn pijnloos wanneer ze met rust gelaten worden maar aanraking, beweging of contact met zure voedingsmiddelen of sterke drank veroorzaakt een sterk stekende of branderige pijn, die niet in verhouding staat tot de grootte van de zweer.
De zweertjes bevinden zich op het niet verhoornende plaveiselepitheel van de mond: de binnenzijde van de wangen, de omslagplooi (hierin heeft een afte vaak een lintvormig aspect), de mondbodem en in mindere mate op de tong en het weke verhemelte achter in de mond.

## Soorten
Aften kunnen in drie soorten worden ingedeeld:
- kleine afte (meest voorkomende): 3-8 mm groot, gemiddeld 4-5 mm. Wordt niet groter dan 1 cm. Geneest zonder litteken binnen 10 tot 14 dagen;
- grote afte: groter dan 1 cm. Geneest met litteken meestal na 6 tot 8 weken. Er zijn uitzonderlijke gevallen bekend waar pas na 6-12 maanden genezing optreedt. Zeer pijnlijk;

- herpetiforme afte: heeft meestal niet met herpes te maken. Komt met vele tegelijk voor, soms zelfs met 100 tegelijk. Heel pijnlijk. Situeert zich ook op het zachte gehemelte, een plaats die anders minder gevoelig is voor aften. Kleiner dan 1 cm, geneest zonder littekens na 10 tot 14 dagen. Men spreekt dan van Stomatitis aphthosa. De oorzaak kan een coxsackievirus of herpesinfectie zijn.[1]

### R.O.U.
Als iemand jarenlang geplaagd wordt door de frequente vorming van aften in de mond spreekt men van recidiverende orale ulceraties (R.O.U.).
De aandoening wordt gekenmerkt door het telkens terugkeren van een of meestal meerdere aften tegelijk. Tussentijds zijn er variabele perioden van enkele weken tot maanden waarin men vrij van aften is.
R.O.U. komt betrekkelijk veel voor, ongeveer twintig procent van de populatie lijdt aan deze aandoening van de mondholte.

## Oorzaak
De oorzaak van aften of R.O.U. is nog niet duidelijk. Er is een aantal predisponerende factoren, zoals letsel van de mond, stoppen met roken, angst en stress, overgevoeligheid voor bepaalde voedingsbestanddelen (bijvoorbeeld benzoëzuur) en hormonale veranderingen ten gevolge van de menstruele cyclus. Het bewijs voor de verschillende factoren is echter niet altijd even overtuigend.
Het schuimmiddel in tandpasta (natriumlaurylsulfaat - SLS) kan aften veroorzaken. Echter, resultaten uit sommige studies tonen geen verband aan tussen SLS in tandpasta en aften.

## Voorkomen
10 tot 20% van de bevolking voldoet aan het criterium van recidiverende orale ulceraties. Hiervan is 56% vrouw. Meestal betreft het de jongere volwassenen van 20 tot 40 jaar die hier last van hebben. De aften kunnen 2 à 3 keer per jaar terugkomen. De praktijk leert echter ook dat sommige personen aanhoudend met aften worden geconfronteerd. Ondanks de hoge prevalentie heeft deze aandoening een lage morbiditeit en mortaliteit. Aften veroorzaken wel ongemak en kunnen in het ergste geval iemands eetgewoonten negatief beïnvloeden omdat eten (te) pijnlijk wordt.

## Therapie
Aanbevolen wordt ten eerste een optimale mondhygiëne na te streven (poetsen, gecombineerd met een antimicrobiële mondspoeling).
Er worden daarnaast vele huismiddeltjes en behandelingen gepropageerd waarvan niet bewezen is dat deze een positieve uitwerking hebben. Met grote regelmaat verschijnen er overzichtsartikelen in medische en tandheelkundige tijdschriften die melden dat de oorzaak nog steeds onbekend en de behandeling nog steeds onbevredigend is.

### Middelen voor lokaal gebruik
- Antiseptische mondspoelingen. Chloorhexidine wordt het meest voorgeschreven, maar ook verdunde waterstofperoxide werkt. Een oplossing van natriumperboraat heeft geen bijkomende voordelen ten opzichte van de goedkopere spoelmiddelen op basis van chloorhexidine.

- Een antimicrobiële mondspoeling op basis van tetracycline, een antibioticum, kan aangewend worden bij ernstig persisterende aften. Deze empirische behandeling kan de genezingsduur verkorten en de pijn verlichten. Een lage onderhoudsdosis kan het terugkeren van aften voorkomen.

- Anti-inflammatoire corticosteroïden en immunomudulaire middelen zoals cyclosporine worden in de eerste lijn gebruikt. Deze geneesmiddelen kunnen als topicale gel, crème (zalf), spray of spoelmiddel gebruikt worden.

- Een pijnstillende stof die als ingrediënt voorkomt in andere middelen voor lokaal gebruik, maar die ook puur als viskeuze gel op de aft aangebracht kan worden, is lidocaïne.

- Bepaalde tandpasta's bevatten natriumlaurylsulfaat als oppervlakte-actief reinigingsmiddel. Hoewel onderzoeken geen eenduidig resultaat opleveren, wordt aan personen die regelmatig aften ontwikkelen afgeraden om dergelijke tandpasta te gebruiken.

- Zout: regelmatig de mond (afte) spoelen met in lauw water opgelost zout kan de genezing ook versnellen.

### Middelen voor systemisch gebruik
In ernstigere gevallen kunnen systemische geneesmiddelen aangewezen zijn.
- Systemische corticosteroïden zoals dexamethason of prednison verminderen de inflammatoire respons.

- Thalidomide bleek werkzaam in bepaalde gevallen van ernstig recidiverende aften. Hogere dosissen kunnen ernstige bijwerkingen veroorzaken, maar het middel lijkt effectief in een lage onderhoudsdosis en voorkomt zo uitbraken van nieuwe aften. Thalidomide is de eerste keus om ernstige aften te behandelen bij patiënten met HIV.

- Vitamine B (en dan met name B2 en vitamine B12) kan bij langdurige aanvulling een positief effect hebben op zowel de reeds ontstane aften, de genezingstijd en het voorkomen van nieuwe aften. Uit een dubbelblind, placebogecontroleerd onderzoek bleek dat 1.000 microgram vitamine B12 in de vorm van zuigtabletten een aanzienlijke vermindering gaf van de pijn, het aantal zweertjes en de duur van de uitbraak na vijf en zes maanden. Na zes maanden was 74,1% van de met vitamine B12 behandelde patiënten volledig vrij van aften, ten opzichte van 32% in de placebogroep.[10]

- Het bijenproduct propolis in een dosering van 500 mg per dag kon als preventief supplement het optreden van aften op termijn significant terugdringen. Dit bleek uit een kleinschalige pilot-study.[11]

- Een voedingssupplement met β-1,3;1-6-glucanen bleek ook enige effectiviteit te hebben in een kleinschalig onderzoek.[12]